# عقده یونس

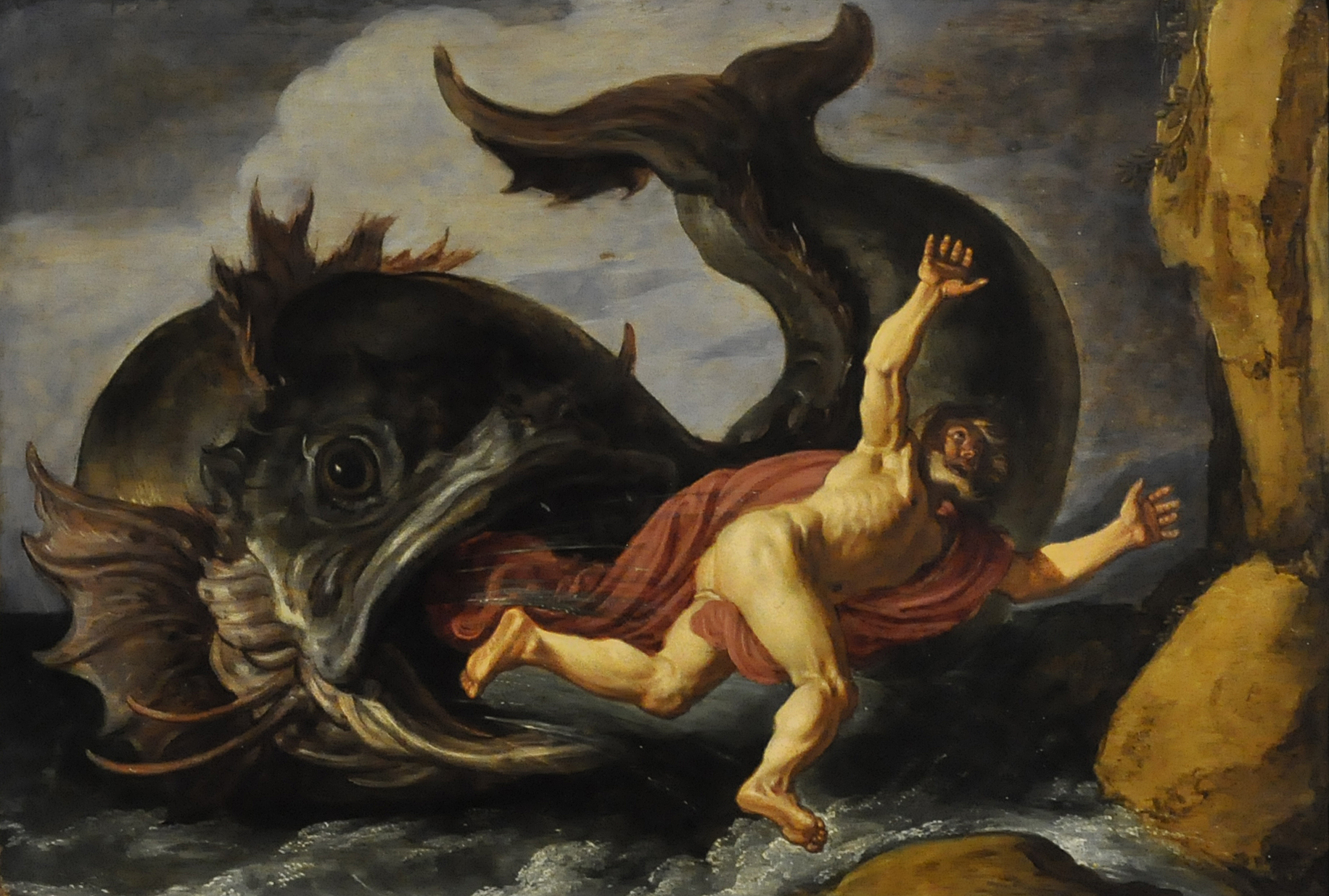
یونس از شکم ماهی بزرگ که او را اسیر کرده بود، فرار کرد

عقده یونس (انگلیسی: Jonah complex) ترس از موفقیت یا ترس از بهترین بودن فرد است که از تحقق خودشکوفایی ممانعت می‌کند. این ترس از بزرگی خود شخص، فرار از سرنوشت یا اجتناب از اعمال استعدادهای شخص است. از آن جا که دستیابی به بدترین وضعیت شخص ممکن است انگیزه‌ای برای رشد شخصی باشد به همین ترتیب ترس از رسیدن به بهترین حالت میتواند مانع پیشرفت گردد.
عقده یونس پدیده‌ای در افراد روان‌رنجور است.

## لغت‌شناسی
با این که مزلو این عبارت را منسوب کرد اما در اصل عبارت «عقده یونس» توسط دوست مزلو پروفسور فرانک منوئل پیشنهاد شده بود. این نام از داستان یونس پیامبر مطابق انجیل نشأت میگیرد: فرار یونس از سرنوشت خود از پیشگویی نابودی نینوا. مزلو اظهار داشت، «بنابراین ما اغلب از مسئولیت‌هایی که طبیعت برای ما تعیین کرده یا سرنوشت یا حتی گاهی به طور تصادفی، فرار می‌کنیم، همانطور که یونس تلاش کرد - بیهوده - تا از سرنوشت خود فرار کند.»